# Henry Zvi Lothane

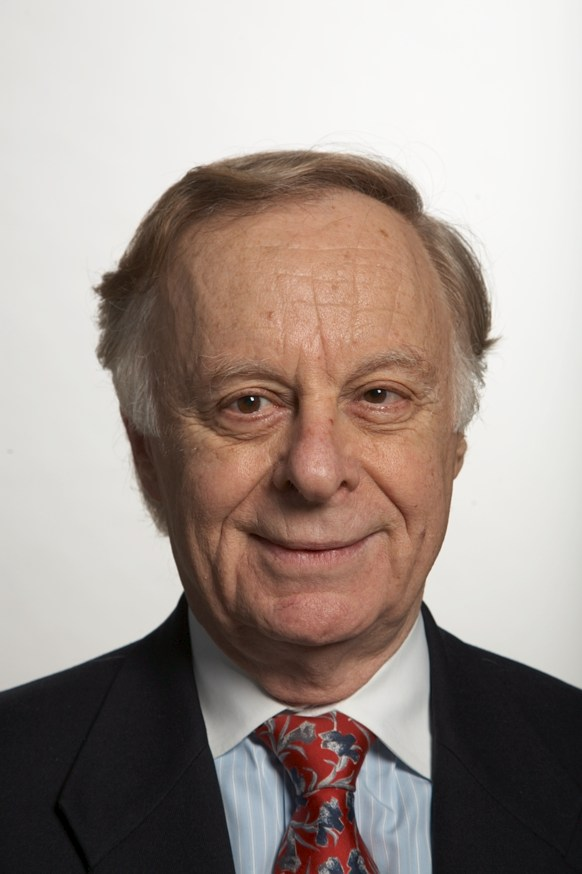
Henry Zvi Lothane

Henry Zvi Lothane (ur. 21 maja 1934 w Lublinie) – psychiatra i psychoterapeuta, profesor Mount Sinai School of Medicine (Nowy Jork), członek Amerykańskiego Towarzystwa Psychoanalitycznego i Międzynarodowego Towarzystwa Psychoanalitycznego. 

## Rozwój osobisty
H.Z. Lothane pochodzi z wielokulturowego Lublina okresu dwudziestolecia międzywojennego. Korzystał z nauki w trybie publicznym i u prywatnych korepetytorów, w tym znanej wówczas prywatnej nauczycielki Franciszki Mandelbaum (język angielski, kultura, muzyka, historia, filozofia).  
Szkołę średnią rozpoczął w Łodzi, a ukończył w Ramat Ganie (Izrael, 1949), studia medyczne ukończył w Jerozolimie (1960), a specjalizację z psychiatrii w Rochester (USA, 1966). Poliglota (posługuje się 8 językami), erudyta, badacz wielokulturowości. 

## Dorobek
Opublikował ponad 80 prac z zakresu metodologii i historii psychoterapii, a w szczególności psychoanalizy, w tym przełomową wykładnię przypadku Daniela Paula Schrebera („W obronie Schreberów/Morderstwo duszy w psychiatrii”, „Schreber revisité”, „Seelenmord und Psychiatrie / Zur Rehabilitierung Schrebers”). Jego analizy biograficzne Zygmunta Freuda, Carla Junga, Sabiny Spielrein i innych odnoszą się do czasów założycieli psychoanalizy. 
Wprowadził i rozwinął pojęcie dramatologii - obejmujące nową koncepcję dialogu i metodologię psychoterapii, stanowiące podstawę dla interpersonalnej dramaterapii.
H.Z. Lothane przewodniczył 'American Society of Psychoanalytic Physicians' w latach 1995-1998.
W roku 2013 Polskie Towarzystwo Psychiatryczne nadało H.Z. Lothane'owi Członkostwo Honorowe (laudację wygłosił Bartosz Łoza).